# Saint-Gondon
Saint-Gondon ist eine französische Gemeinde mit 1.046 Einwohnern (Stand: 1. Januar 2022) im Département Loiret in der Region Centre-Val de Loire; sie gehört zum Arrondissement Montargis und zum Kanton Sully-sur-Loire (bis 2015: Kanton Gien). Die Einwohner werden Gondulfiens genannt.

## Geographie
Saint-Gondon liegt etwa 52 Kilometer ostsüdöstlich von Orléans an der Loire und ihrem Zufluss Aquiaulne. Umgeben wird Saint-Gondon von den Nachbargemeinden Dampierre-en-Burly im Norden und Nordwesten, Nevoy im Norden und Nordosten, Poilly-lez-Gien im Osten und Südosten, Coullons im Süden, Saint-Florent im Westen sowie Lion-en-Sullias im Westen und Nordwesten.

## Bevölkerungsentwicklung
| 1962                       | 1968 | 1975 | 1982 | 1990 | 1999 | 2006 | 2017 |
| -------------------------- | ---- | ---- | ---- | ---- | ---- | ---- | ---- |
| 550                        | 540  | 576  | 683  | 778  | 875  | 1024 | 1109 |
| Quellen: Cassini und INSEE |      |      |      |      |      |      |      |

## Sehenswürdigkeiten
- Menhir
- Kirche Saint-Gondon aus dem 11. Jahrhundert, Umbauten aus dem 16. Jahrhundert, Monument historique seit 1943
- Priorei aus dem 15. Jahrhundert, seit 1975 Monument historique
- Ruine der früheren Wallburg mit Donjon aus dem 11. Jahrhundert, Monument historique seit 1971
- Schloss Dominus aus dem 18. Jahrhundert

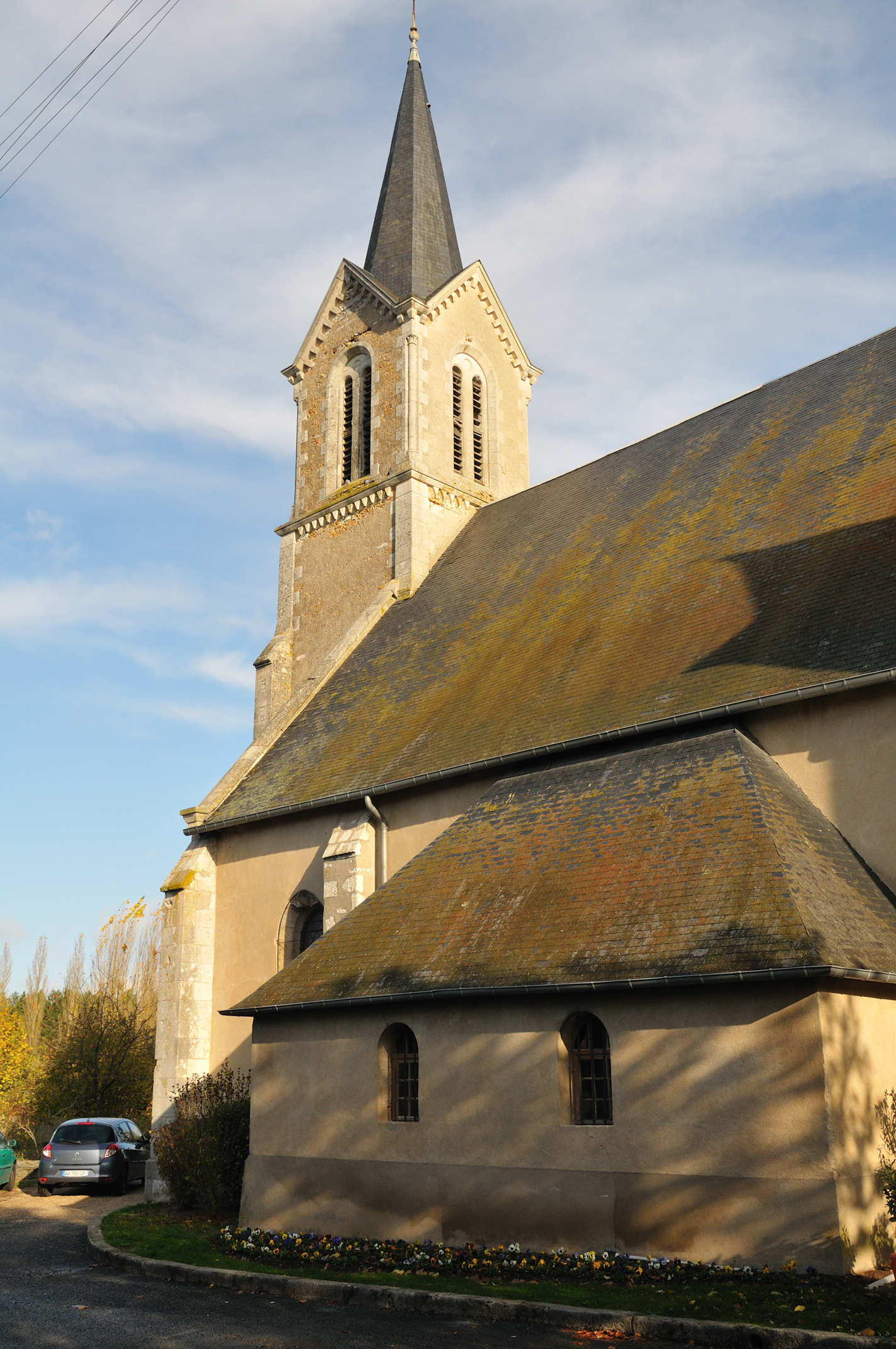
Kirche Saint-Gondon
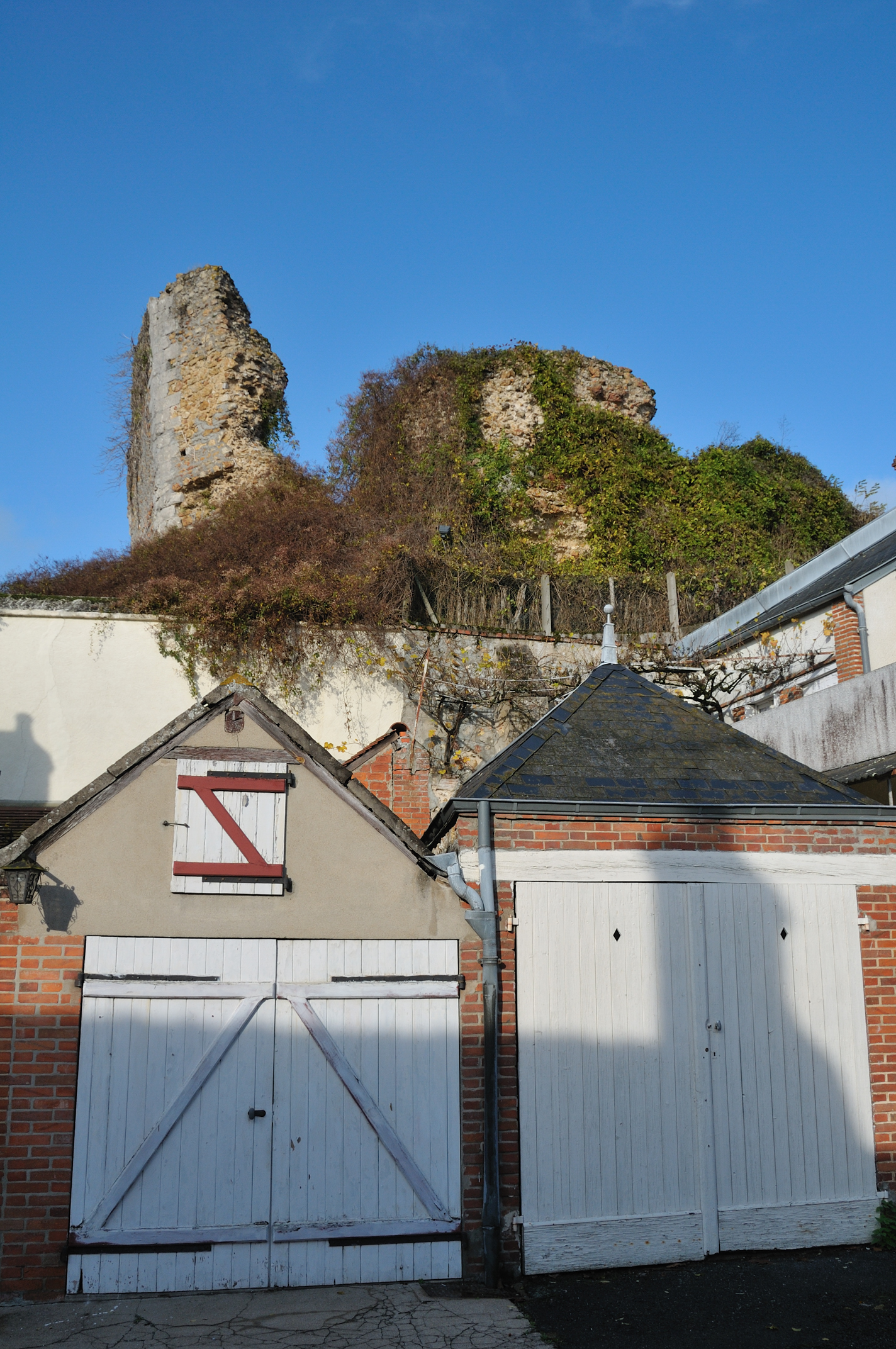
Ruine der Wallburg (Motte) mit Donjon